# باغ شهاب‌سنگ (مجموعه تلویزیونی ۲۰۱۸)
باغ شهاب‌سنگ (انگلیسی: Meteor Garden؛ چینی ساده: 流星花园; پین‌یین: Liúxīng Huāyuán) یک مجموعه تلویزیونی چینی محصول سال ۲۰۱۸ با بازی شن یو، دیلان وانگ، دارن چن، سزار وو و کانر لئونگ است. این مجموعه بر اساس مجموعه مانگای ژاپنی پسران فراتر از گل‌ها نوشتهٔ یوکو کامیو ساخته شده و بازسازی مجموعه تایوانی به همین نام محصول سال ۲۰۰۱ است. تهیه‌کنندگی این مجموعه بر عهده آنجی چای، سازنده نسخه اصلی تایوانی، بوده و کارگردانی آن توسط لین هه‌لونگ انجام شده است. داستان در شهرهای شانگهای و لندن روایت می‌شود.
این مجموعه ابتدا از شبکه تلویزیونی هونان تی‌وی در چین پخش شد و پس از پخش، برای کاربران وی‌آی‌پی پلتفرم استریم آن به نام مانگو تی‌وی، در دسترس قرار گرفت. سپس روز بعد از پخش تلویزیونی، برای عموم مخاطبان قابل مشاهده بود. هر روز از دوشنبه تا چهارشنبه، دو قسمت از مجموعه منتشر می‌شد. این مجموعه همچنین از اکتبر ۲۰۱۸ تا دسامبر ۲۰۲۴ به صورت جهانی از طریق نتفلیکس قابل دسترسی بود.